# Benjamin Warlo
Benjamin Lukas Glahn Warlo (født 5. maj 1992) er en dansk fodboldspiller, der spiller for Boldklubben Frem.

## Karriere

### AB Tårnby
Benjamin Warlo blev udtaget til AB Tårnby’s førstehold i 2011 som 18 årig. Den 2. maj 2018 scorede Benjamin en hattrick mod Virum-Sorgenfri. Kampen blev flyttet frem da der skulle være et stort atletikstævne. Kampen blev en 3-0 sejr til AB Tårnby i Tårnby Stadion. Han blev årets spiller for AB Tårnby første gang som 20 årig i 2012. Han blev topscorer i Danmarksserien i både 2017-2018 sæsonen med 14 mål, 2019-2020 med 13 mål i 14 kampe i den forkortede “corona—sæson”, samt i 2021-2022 med 18 mål.

### Boldklubben Frem
Den 23. juni 2018 blev det offentliggjort, at Benjamin Warlo og Ricky Gotland skiftede til Boldklubben Frem. Benjamin spillede sin Frem debut mod Slagelse B&I. Benjamin blev Frems topscorer i sin første sæson i klubben med 11 mål i alle turneringer, heriblandt to mål mod Superligaholdet Vejle Boldklub i pokalturneringen. En kamp som dog blev tabt 3-4 efter forlænget spilletid.
Den 9. januar 2024 blev det offentliggjort, at Benjamin vendte tilbage til Frem. Han spillede sin første kamp mod Avarta efter skiftet tilbage til Frem.

### Ishøj IF
Den 16. juni 2023 blev det offentliggjort, at Benjamin Warlo skiftede til Ishøj IF.